# Selbstbildnis mit Halsberge
Das Selbstbildnis mit Halsberge ist ein Ölgemälde des niederländischen Malers Rembrandt van Rijn. Das Werk ist als Hochformat auf Eichenholz ausgeführt und wurde etwa 1629 gemalt. Zuvor hatte Rembrandt sein Porträt wiederholt als Nebenfigur in Gemälden mit biblischen oder historischen Darstellungen untergebracht und mehrere eigentliche Selbstporträts gemalt.
Das Selbstbildnis befindet sich im Eigentum der Stadt Nürnberg und wird als Dauerleihgabe im Germanischen Nationalmuseum ausgestellt. Bis 1998 galt es als eine Kopie des Originals im Mauritshuis in Den Haag. Um die Jahrhundertwende wurde die Version des Germanischen Nationalmuseums als das Original identifiziert, nach dem in der Werkstatt Rembrandts das Bildnis im Mauritshuis und weitere Kopien gemalt wurden.

## Beschreibung

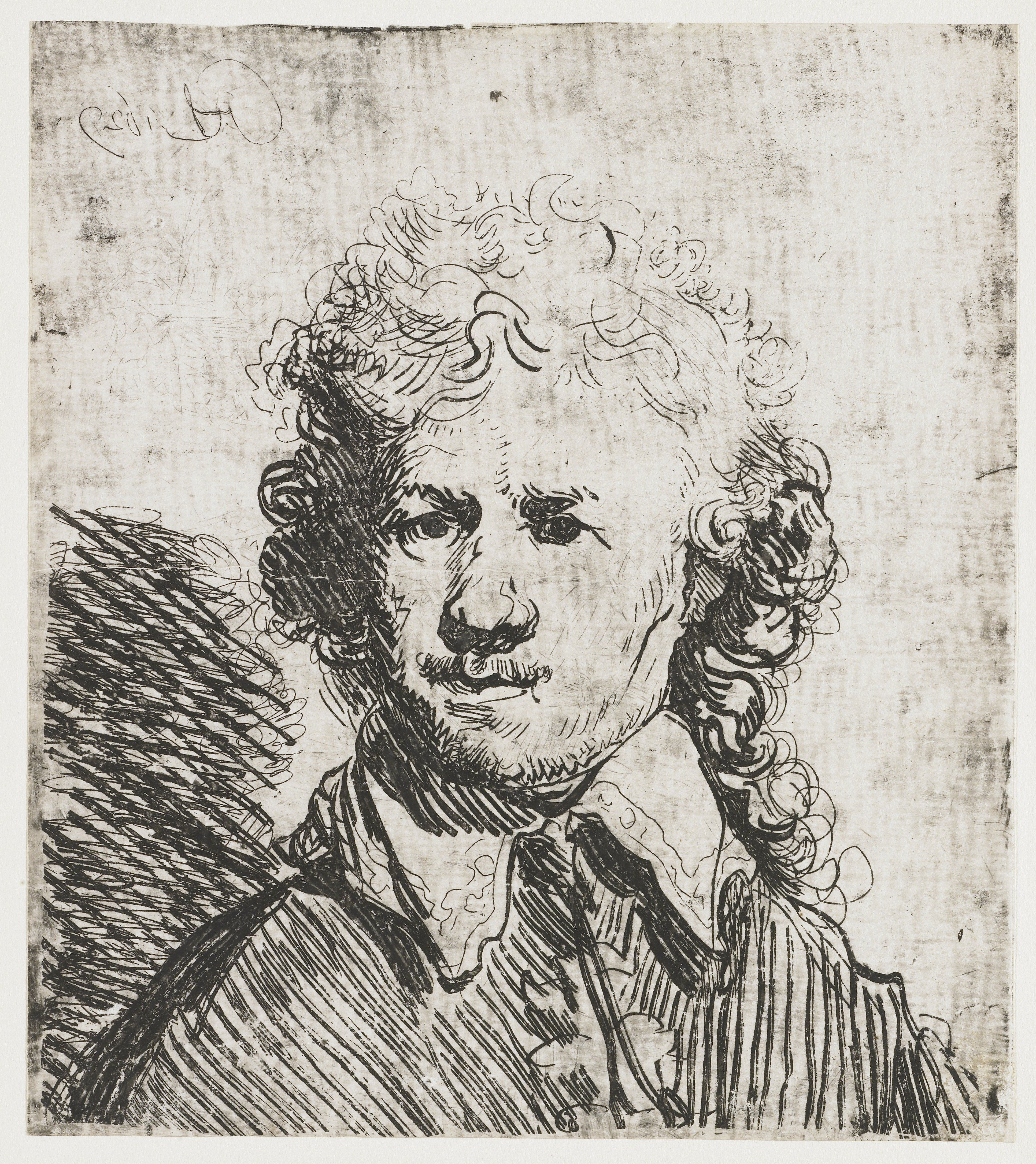
Selbstbildnis Rembrandts, 1629, Radierung, 174 × 154 mm, Rijksprentenkabinet, Amsterdam

Das Gemälde zeigt das Brustbild des dreiviertel nach rechts gewandten jungen Rembrandt, der den Kopf zum Betrachter gedreht hat und ihn anschaut. Rembrandt hat einen leicht rosigen Teint und trägt halblange braune Locken, die ein wenig in die Stirn fallen. An der linken Seite des Kopfes trägt er eine Cadenette oder Liebeslocke, die bis über die Schulter herabhängt. Die Kleidung scheint ein dunkles Wams zu sein, darüber trägt er eine eiserne Halsberge und ein weißes Halstuch. Die Halsberge und die Cadenette – in der Bedeutung des frühen 16. Jahrhunderts – weisen ihn als jungen Aristokraten oder Offizier aus. Rembrandt verzichtet auf eine Darstellung in bürgerlicher Kleidung und wählt stattdessen überaus selbstbewusst die Kleidung eines Standes, dem er tatsächlich nicht angehört. Der Hintergrund des Gemäldes ist graubraun in verschiedenen Schattierungen und scheint eine Mauer darzustellen. Das Licht fällt von links auf Rembrandt, so dass es die rechte Gesichtshälfte Rembrandts ausleuchtet und von der Halsberge reflektiert wird, aber das linke Auge im Halbschatten liegen lässt.
Das Gemälde hat das Format 38,0 × 30,9 cm und ist mit Ölfarbe auf Eichenholz gemalt. Der dendrochronologischen Untersuchung durch Peter Klein zufolge stammt das Holz dieses Gemäldes von demselben Baum wie das der Büste eines lachenden Mannes im Rijksmuseum Amsterdam.
Es trägt Rudolf Bergau zufolge kaum sichtbar die Reste eines aus den Buchstaben R, H, und F bestehenden Monogramms. In der vierten Auflage des Gemäldekatalogs des Germanischen Nationalmuseums wurde 1909 nur angegeben, dass sich unten rechts der Buchstabe R befindet. Die Mitarbeiter des Rembrandt Research Project fanden 1969 bei ihrer Untersuchung des Gemäldes keine Signatur. Erst Ende des Jahrhunderts wurden bei neuerlichen Untersuchungen oben rechts Reste des Monogramms RHL gefunden.

## Hintergrund

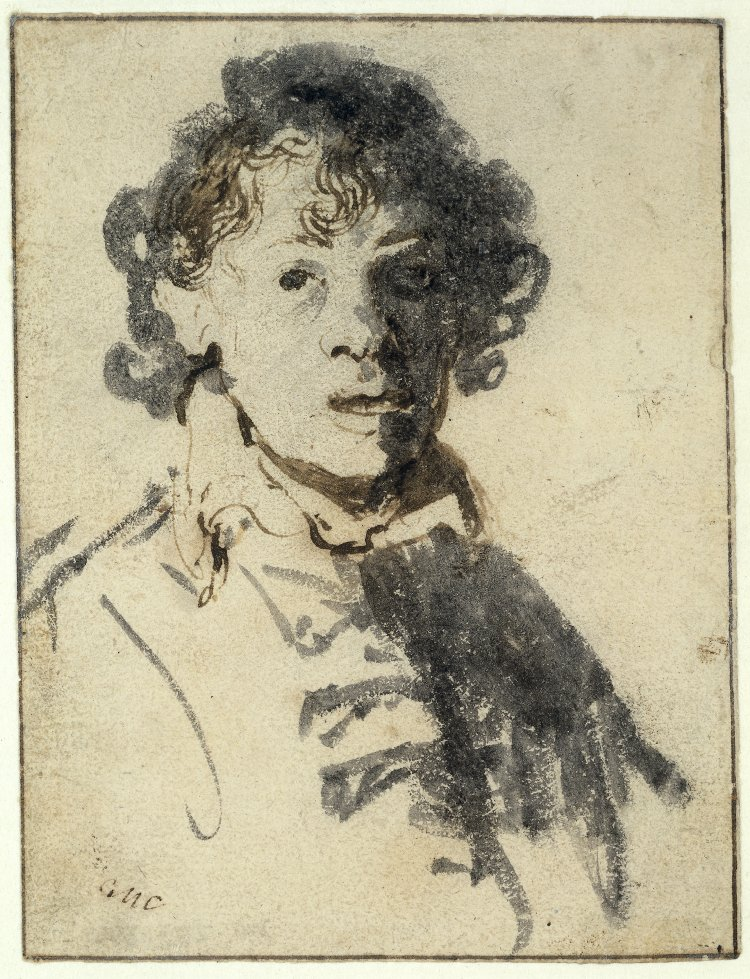
Selbstporträt mit offenem Mund, Rembrandt van Rijn, 1628 bis 1629, Zeichnung, 12,7 × 9,5 cm, British Museum, London

Von kaum einem bekannten Maler sind so viele Selbstporträts wie von Rembrandt überliefert. Selbstporträts als eigenständige Werke malte Rembrandt während seiner gesamten künstlerischen Tätigkeit. Hinzu kommen zahlreiche Selbstporträts, die er in Werken wie Historiengemälden als Nebenfiguren unterbrachte. Insbesondere am Beginn seines Künstlerlebens malte Rembrandt sich selbst in Posen, die starke Emotionen erkennen lassen. Damit wollte er die Darstellung solcher Gefühlsregungen üben. Viele seiner Selbstporträts zeigen Rembrandt in bürgerlicher Kleidung oder als Maler. Verschiedentlich hat er sich aber auch kostümiert, so auch in dem Selbstbildnis mit Halsberge. Eine auf 1628 oder 1629 datierte Zeichnung Rembrandts, die sich seit 1799 im British Museum befindet, wird in der Literatur als Studie für einige seiner frühen Selbstporträts bezeichnet, so auch für das Selbstporträt mit Halsberge.
Die Halsberge erscheint in zahlreichen Gemälden Rembrandts und in mehreren Selbstporträts, während es nur noch eine Radierung gibt, die Rembrandt mit einer Cadenette zeigt. Die stets links getragene Cadenette oder Liebeslocke war eine Modeerscheinung der 1620er und 1630er Jahre und insbesondere unter jungen Aristokraten in England, Frankreich und Deutschland verbreitet. Sie wurden entsprechend häufig auf Porträts dieses Personenkreises dargestellt. In den Niederlanden waren sie kaum verbreitet und Porträts holländischer Maler zeigen sie fast ausschließlich auf Darstellungen ausländischer Aristokraten. Die Darstellung Rembrandts ist insofern eine seltene Ausnahme. Die Halsberge ging aus dem früher getragenen Harnisch hervor, der mit dem Aufkommen von Schusswaffen seine Bedeutung verloren hatte. Zu Rembrandts Zeit war die Halsberge ein Accessoire der Soldaten und Mitglieder der Amsterdamer Bürgerwehr, insbesondere der Offiziere. Rembrandt selbst hat eine Halsberge besessen, die 1656 in seinem Vermögensverzeichnis aufgeführt wurde. Dennoch ist es äußerst zweifelhaft, dass Rembrandt tatsächlich eine Cadenette oder jemals zu einem anderen Zweck als dem Malen eine Halsberge getragen hat. Insofern ist das Porträt im strengen Sinne kein Selbstporträt, sondern ein Tronie mit den Gesichtszügen Rembrandts.

Weitere frühe Selbstporträts Rembrandts
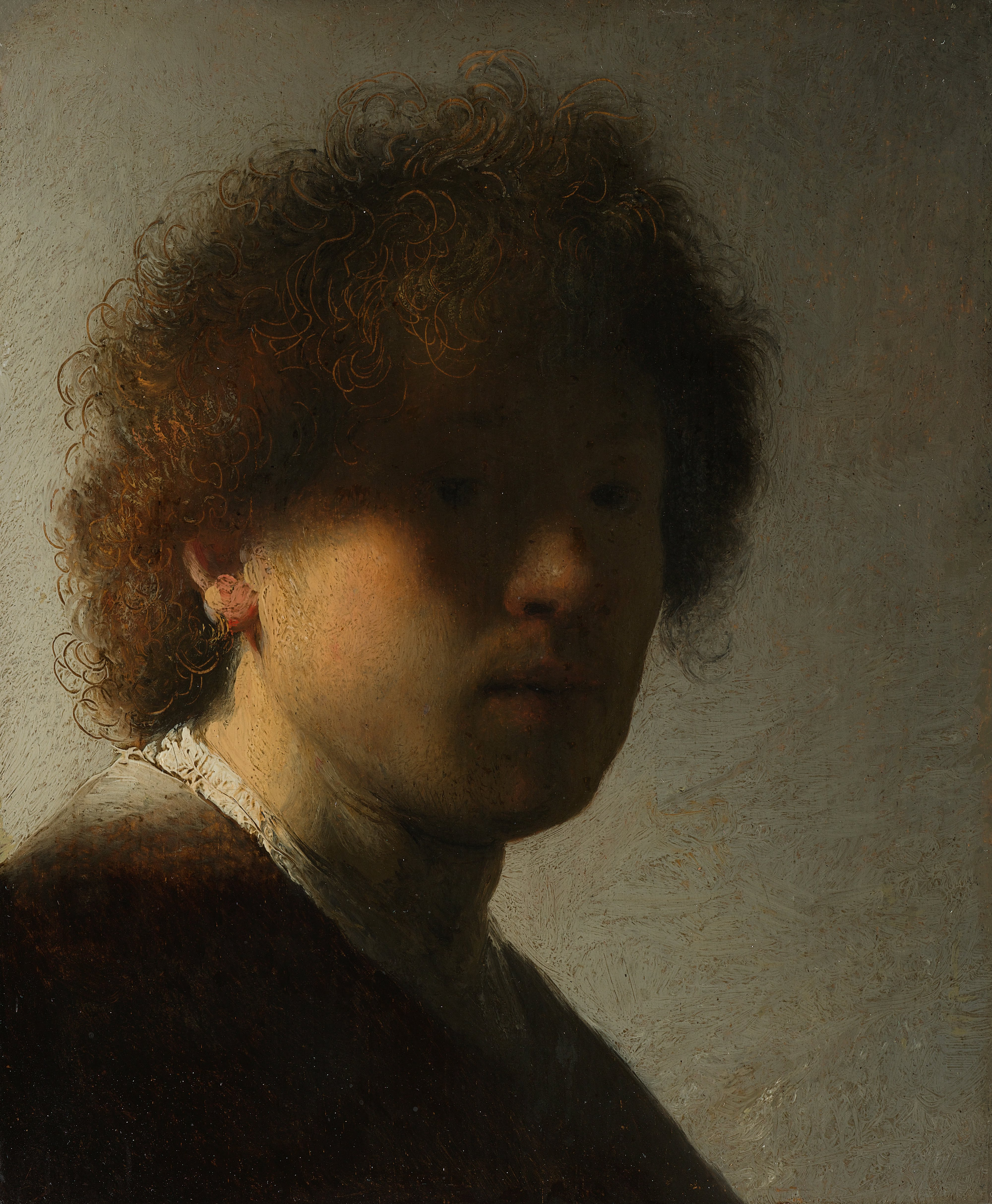
Selbstporträt als junger Mann, 1628, Öl auf Holz, 22,5 × 18,6 cm, Rijksmuseum Amsterdam
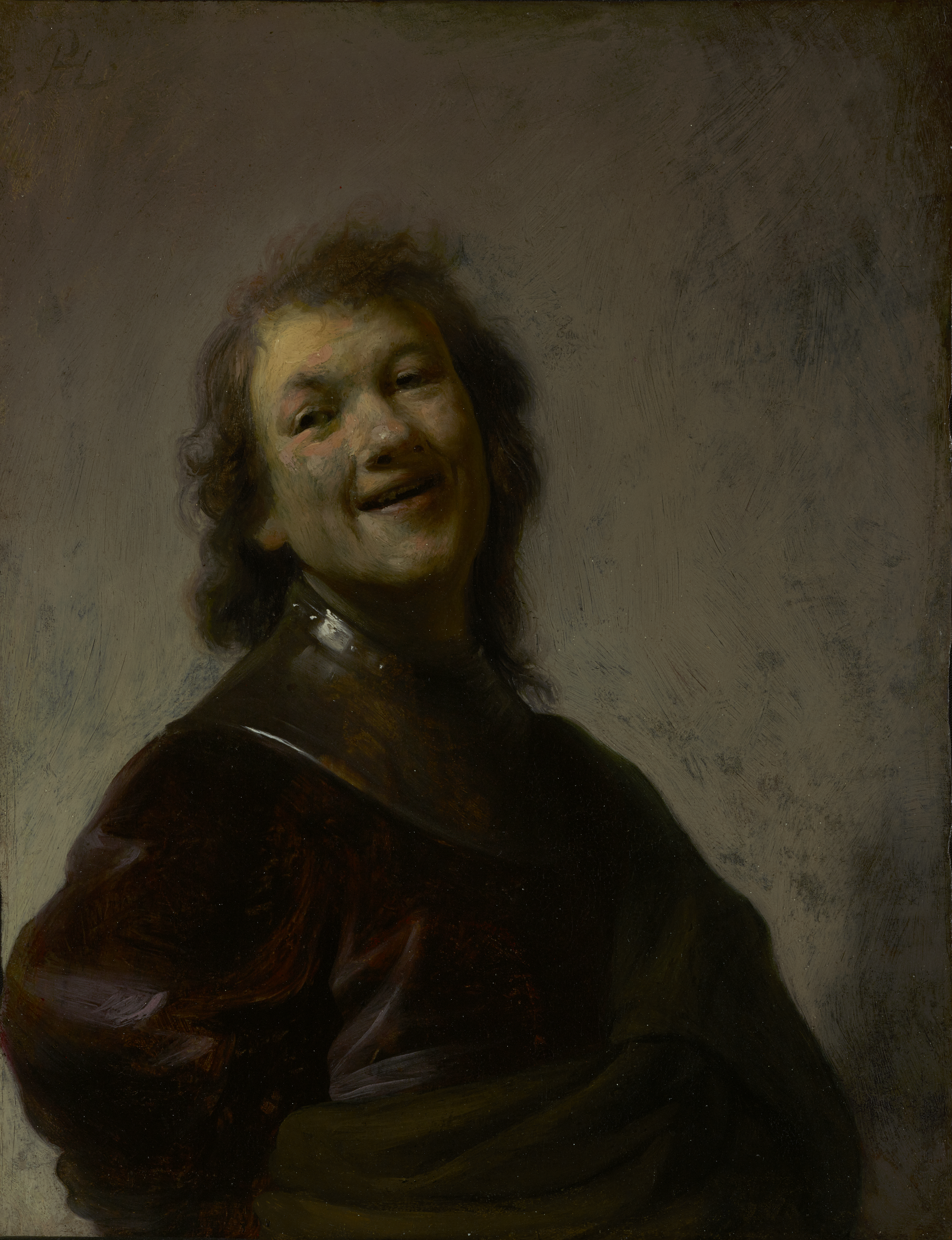
Lachender Rembrandt, ca. 1628, Öl auf Kupfer, 22,2 × 17,1 cm, Getty Center, Los Angeles
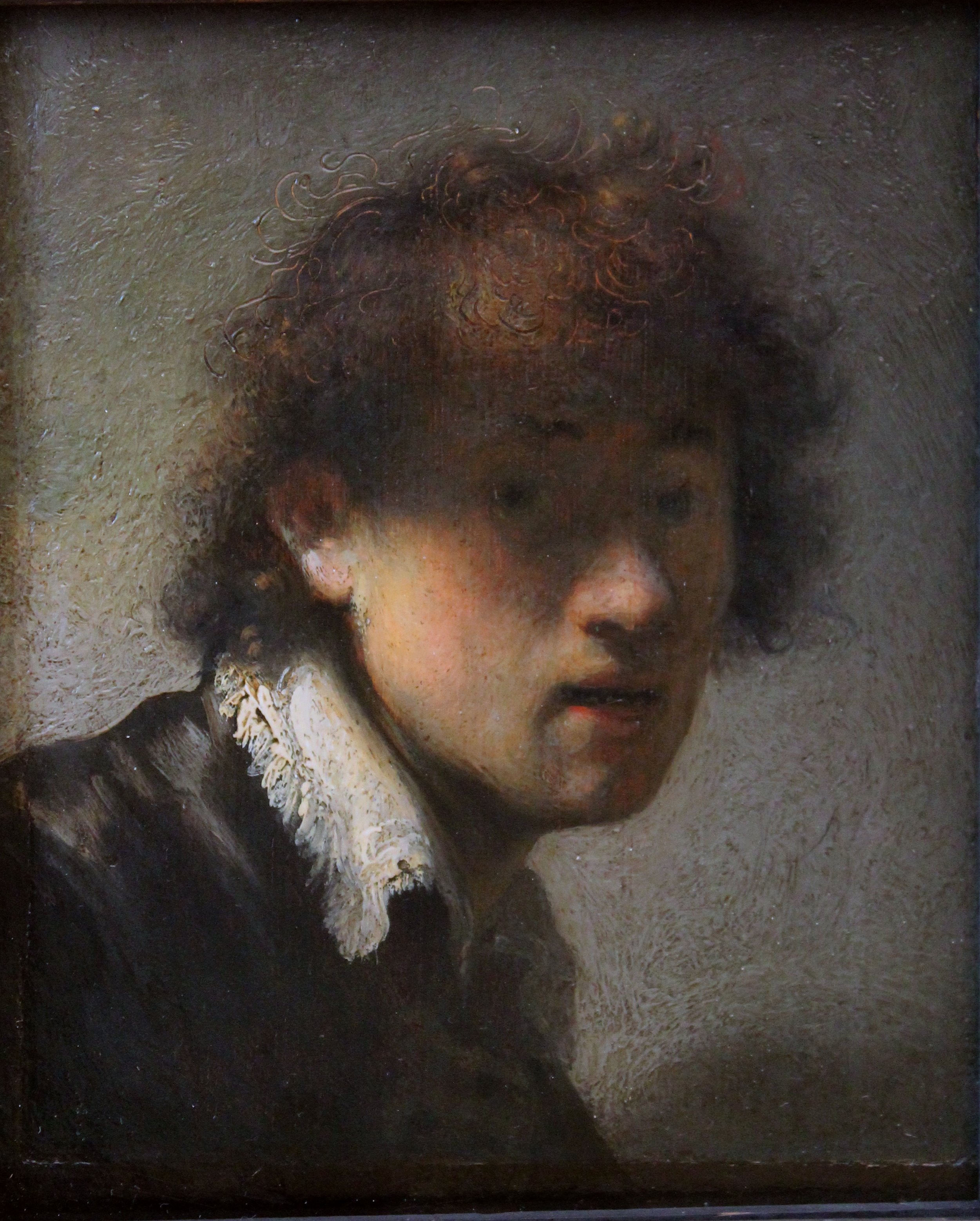
Jugendliches Selbstbildnis, 1629, Öl auf Holz, 15,5 × 12,7 cm, Alte Pinakothek, München
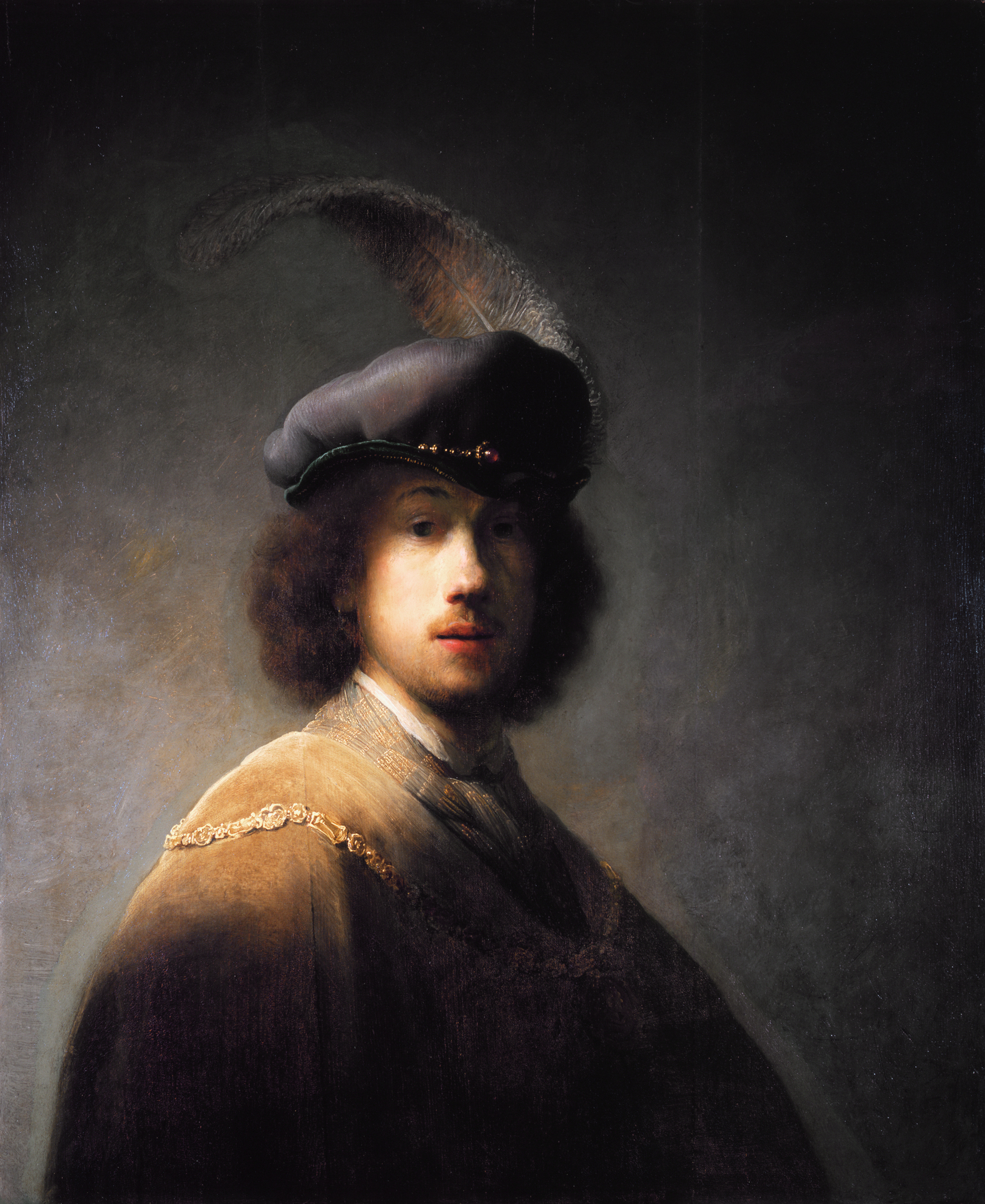
Selbstporträt mit gefiedertem Barett, 1629, Öl auf Holz, 89,5 × 73,5 cm, Isabella Stewart Gardner Museum, Boston
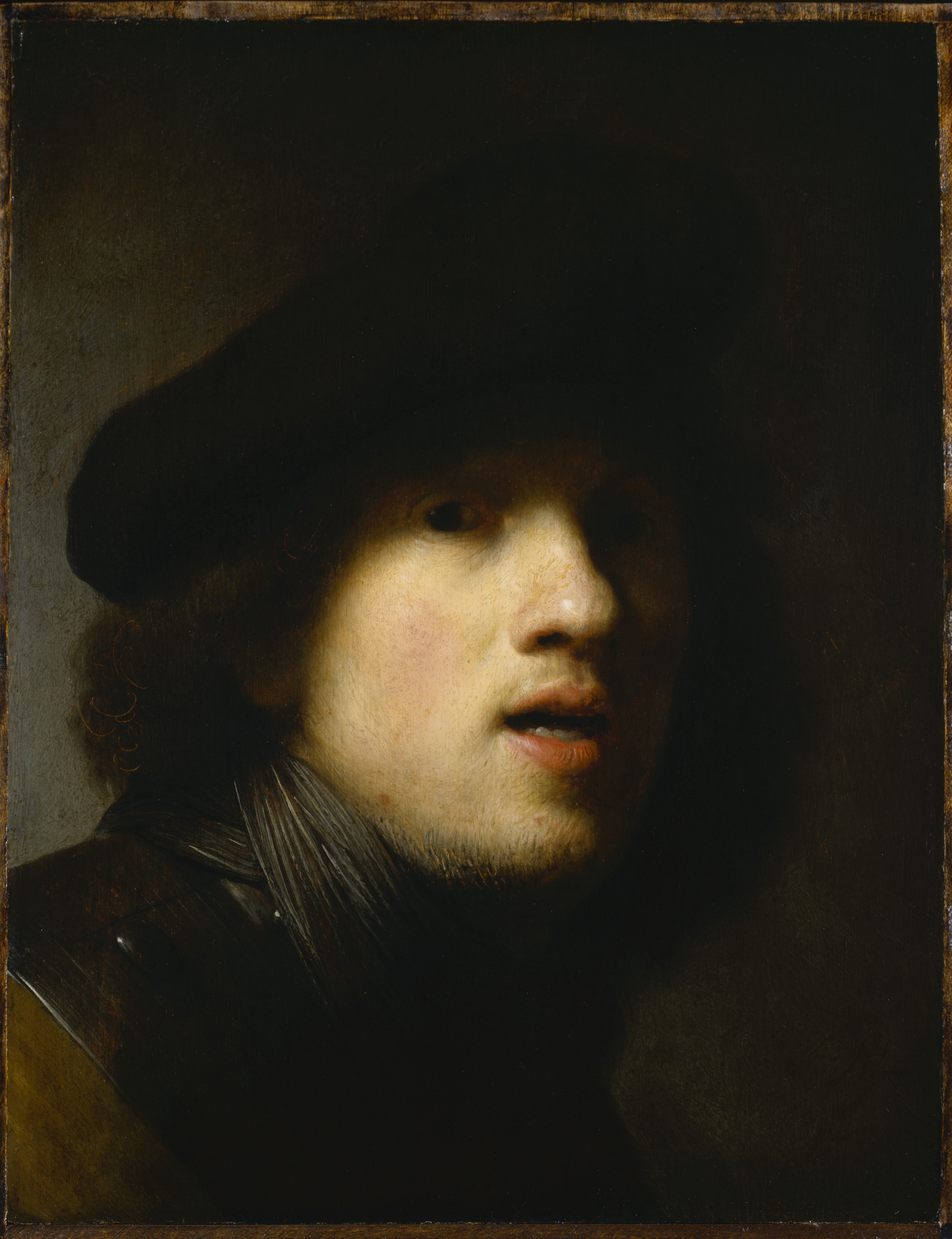
Selbstporträt mit Barett, ca. 1629, Öl auf Eichenholz, 42,8 × 33 cm, Indianapolis Museum of Art

Das Nürnberger Selbstporträt mit Halsberge galt über lange Zeit nur als eine Kopie des vermeintlichen Originals im Mauritshuis in Den Haag. Erst um das Jahr 2000 entbrannte eine Debatte unter Kunsthistorikern, die als Ergebnis die Identifizierung der Nürnberger Version als das Original lieferte. Die Version des Mauritshuis ist demnach eine in Rembrandts Werkstatt gemalte Kopie. Es war durchaus üblich, dass Werke Rembrandts von seinen Schülern kopiert wurden. Oft geschah das wohl zu Ausbildungszwecken mehrfach, wie bei diesem Selbstporträt. Andere Motive, die gut verkäuflich waren, wurden aus kommerziellen Gründen von Mitarbeitern in Rembrandts Werkstatt kopiert. Dabei war es üblich, dass der Meister – Rembrandt – die Arbeiten seiner Schüler und Angestellten mit dem eigenen Namen signierte, Schülern war bisweilen sogar durch die Malergilde verboten, Werke selbst zu signieren. Bei Rembrandt kommt hinzu, dass sehr viele seiner Datierungen erst lange nach dem Malen erfolgten, vielleicht kurz vor dem Verkauf eines Bildes. Beide Umstände erschweren die Zuschreibung und Datierung von Werken Rembrandts, seiner Werkstatt oder seines Umkreises erheblich.

## Kopie im Mauritshuis, Den Haag

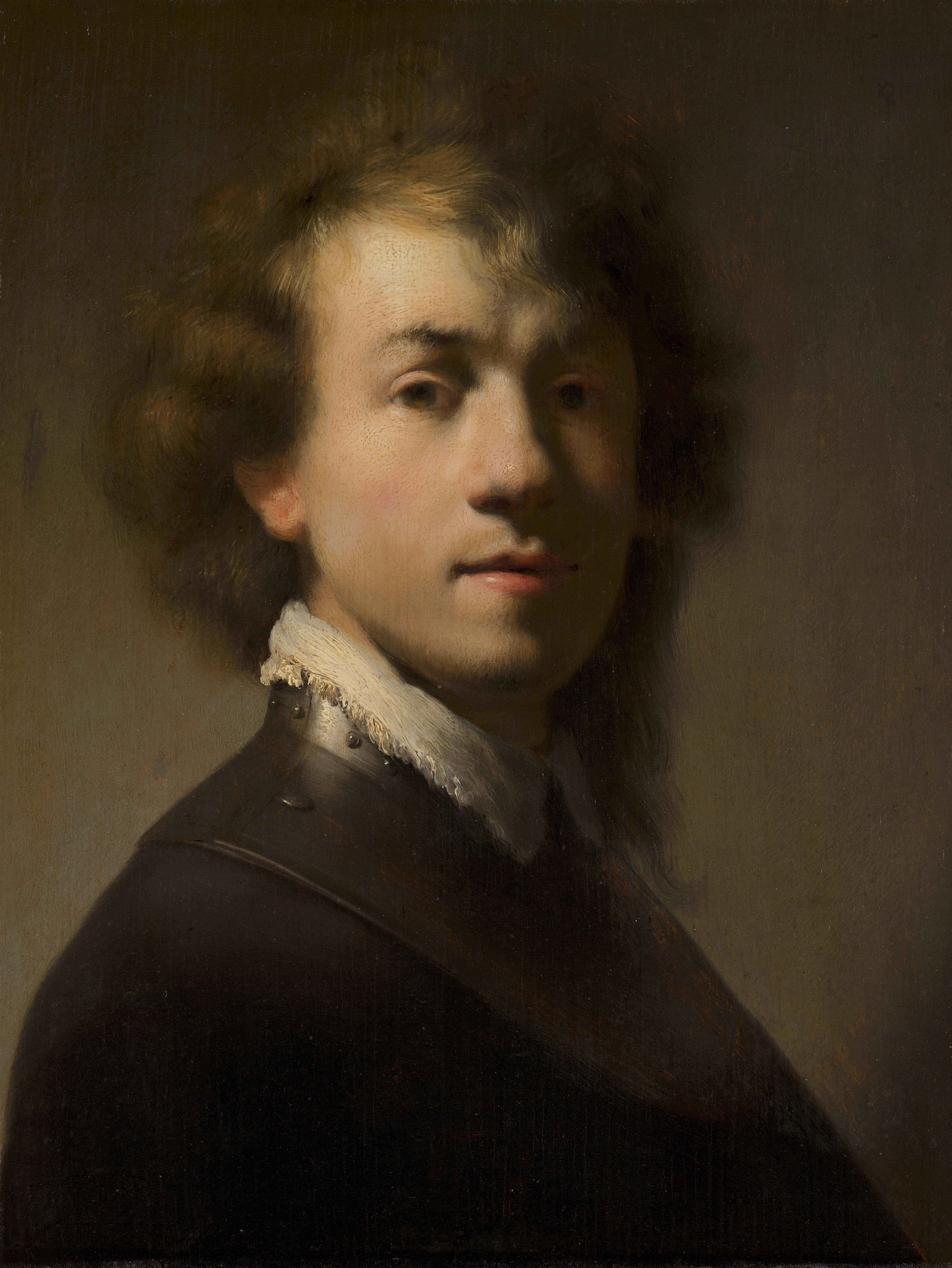
Kopie des Mauritshuis

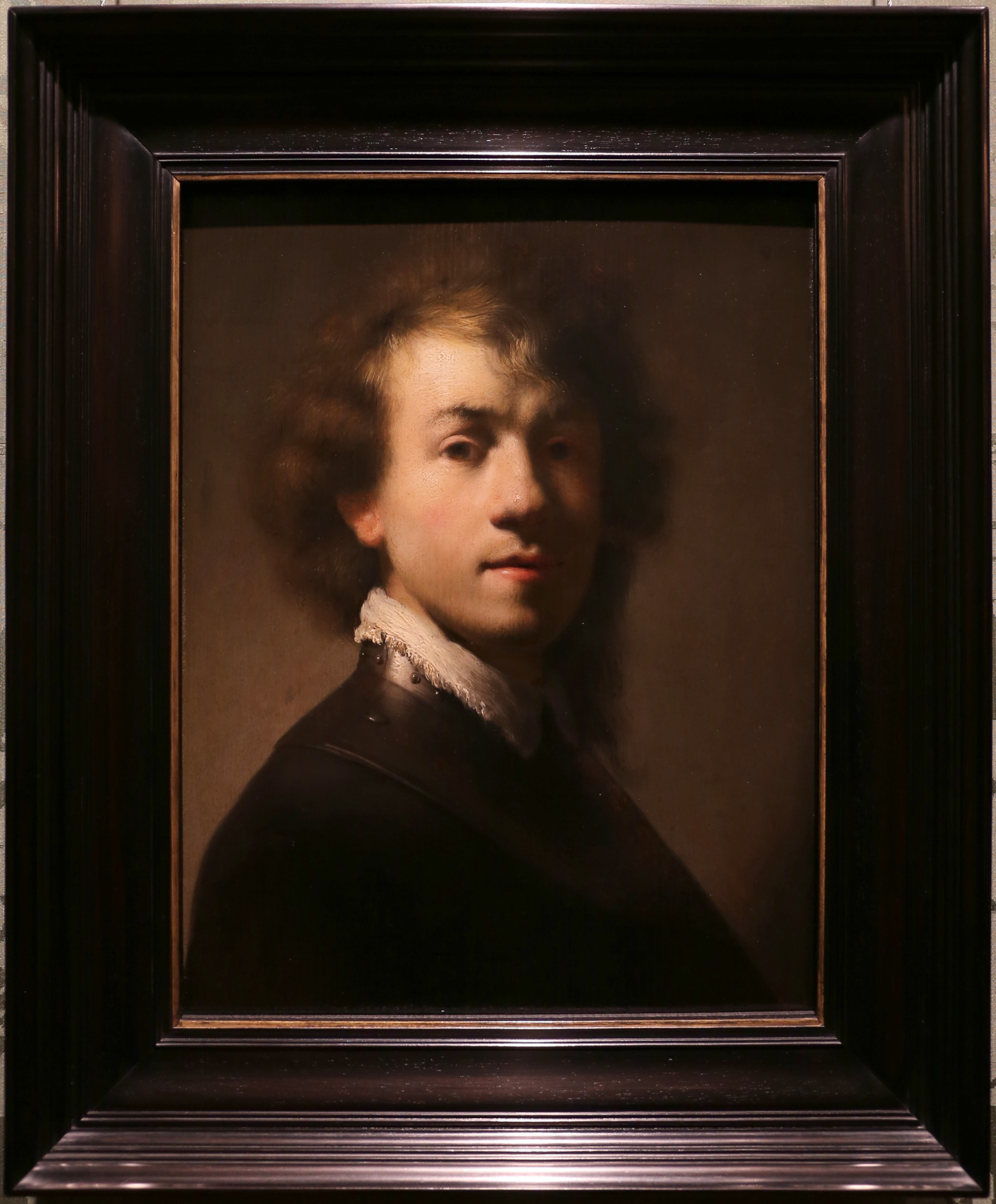
Kopie des Mauritshuis, im Rahmen

Das Gemälde ist in Öl auf einer Tafel aus vertikal gemasertem Eichenholz im Format 37,9 × 28,9 cm gemalt. Die Tafel besteht aus einem Stück und ist links etwa neun und rechts etwa zwölf Millimeter stark. Die Rückseite ist glatt gehobelt und dunkel lackiert, mit Ausnahme etwa 4,5 bis 5 Zentimeter breiten Abschrägungen, die wahrscheinlich aus einer späteren Zeit stammen. Die dendrochronologische Untersuchung weist auf 1610 als frühestmögliches Jahr der Baumfällung hin. Das ergäbe einen ungewöhnlich langen Zeitraum bis zum Malen des Porträts. Das kann jedoch zwanglos damit begründet werden, dass durch die spätere Verkleinerung des Gemäldes Jahresringe verloren gingen. Das Porträt hatte 1752 bereits die heutigen Maße, so dass die Verkleinerung vor diesem Jahr stattgefunden haben muss. Basierend auf den Standardmaßen für frühe Werke aus Rembrandts Werkstatt wird die Höhe um nicht mehr als drei und die Breite um maximal zweieinhalb Zentimeter verringert worden sein. Da das Original am rechten Unterrand ein Monogramm aufweist wird es für möglich gehalten, dass ein früher vorhandene Signatur oder Datierung bei der Verkleinerung des Gemäldes entfernt wurde.
Die Grundierung scheint an einigen Stellen durch und besteht aus einer gelblich weißen Schicht, die Kalk enthält. Darauf befindet sich zumindest an einigen Stellen eine weitere Schicht, die Bleiweiß enthält und durch braunes Pigment ebenfalls einen gelblichen Ton hat. Diese zweite Schicht ist typisch für die Gemälde Rembrandts aus seiner Leidener Periode. Der Zustand der Farbschicht ist gut, es gibt nur an wenigen Stellen Farbverluste und ein unauffälliges Krakelee.

## Rezeption
Bereits in den 1870er Jahren war die Zuschreibung des damals noch als Kopie angesehenen Originals in Nürnberg Gegenstand der kunsthistorischen Forschung und einer Reihe von Veröffentlichungen. 1870 war das Bild nicht auf einer von Wilhelm Bode verfassten Aufstellung von Rembrandts frühen Selbstporträts enthalten, während er die Version in Den Haag und zwei Versionen eines anderen frühen Selbstporträts in Kassel und – monogrammiert und auf 1629 datiert – in Gotha erwähnte. Der Kunsthistoriker Rudolf Bergau versuchte 1875 eine Zuschreibung an Govaert Flinck, die sich auf Ähnlichkeit in der Malweise gründete. Zu dieser Zeit betrachtete das Germanische Nationalmuseum das Porträt als eine Arbeit Rembrandts. Darauf antwortete noch im selben Jahr Alfred von Wurzbach, der beide Porträts wegen eines leichten Grüntons lediglich Rembrandts Werkstatt zuschrieb. Zudem beschrieb er die drei Drucke des Motivs aus dem 18. und 19. Jahrhundert. Wilhelm Bode widersprach von Wurzbach bei der nächsten Gelegenheit ganz energisch und nannte gerade den Grünton als charakteristisch für Rembrandts frühe Werke, sowohl die Version in Den Haag als auch das Nürnberger Porträt seien daher Rembrandt selbst zuzuschreiben. Später lobte Bode die Haager Version als künstlerisch deutlich höher stehend, weshalb sie eine Kopie des Nürnberger Bildes durch Rembrandt selbst darstelle. Im 1897 erschienenen ersten Band von Bodes und Cornelis Hofstede de Groots Tafelwerk mit den Werken Rembrandts hat das Haager Selbstporträt die Nummer 16, dabei wird die Nürnberger Version als authentisch signierte zeitgenössische Reproduktion aufgeführt.
Während fast des gesamten 20. Jahrhunderts war es unstrittig, dass die Version im Mauritshuis das Original mit mehreren Kopien in Nürnberg und an anderen Orten war. Dem folgte auch Cornelis Hofstede de Groot in seinem 1915 erschienenen Werkverzeichnis, wo es die Nummer 544 trug. Auch in den Werkverzeichnissen von Abraham Bredius (1935, Nr. 6), Kurt Bauch (1966, Nr. 295) und Horst Gerson (1968, Nr. 39) wurde dieser Auffassung gefolgt. Noch 1982 schrieben die Mitglieder des Rembrandt Research Project im ersten Band ihres Corpus of Rembrandt Paintings über die Version im Mauritshuis, dass an der Urheberschaft Rembrandts und an der Datierung auf das Jahr 1629 wegen mehrerer Details und der durchgehend hohen Qualität des Gemäldes kein Zweifel bestehen könne. Sie nannten das Nürnberger Gemälde eine sehr originalgetreue Kopie der Version des Mauritshuis, die auf das 17. Jahrhundert datiert werden könne. Sie sei von relativ hoher Qualität, zeige aber auch deutliche Schwächen, insbesondere im Halsbereich. Es sei nicht auszuschließen, dass das Porträt um 1630 in Rembrandts Umkreis entstanden sei.
Ende des 20. Jahrhunderts wurde das Thema der Authentizität der beiden Porträts wieder aktuell. Während die Debatte des späten 19. Jahrhunderts ein Meinungsstreit unter Experten war, konnte man sich nun auf die Ergebnisse naturwissenschaftlicher Untersuchungen stützen. 1991 stieß der Augsburger Kunsthistoriker Claus Grimm nach der Analyse von Röntgenaufnahmen beider Gemälde die Diskussion an. Grimm fand auf dem Nürnberger Porträt eine Reihe von Hinweisen auf eine Erarbeitung des Gemäldes, die sich durch Übermalungen erster Versuche mit einer verbesserten Darstellung auszeichnete. Demgegenüber fanden sich auf der Version im Mauritshuis keine Pentimenti. 1998 wurde unter dem Haager Porträt durch eine Infrarotreflektographie eine detaillierte Vorzeichnung nachgewiesen, die für Rembrandt völlig atypisch ist. Offenbar war von der Nürnberger Version eine Schablone abgenommen worden, mit der die Haager Vorzeichnung angefertigt wurde. Das veranlasste die Organisatoren der Ausstellung Rembrandt by himself in der Londoner National Gallery und im Mauritshuis, das Nürnberger Bild als Original und das des Mauritshuis als Kopie zu betrachten. Auch das Rembrandt Research Project revidierte seine Zuschreibungen. Dazu trug bei, dass Rembrandts Selbstporträt mit Barett im Indianapolis Museum of Art als Original identifiziert wurde, während die früher als Original geltende Kopie im MOA-Kunstmuseum in Atami, Japan nunmehr als Kopie betrachtet wird. Es bestand aber nie ein Zweifel, dass die Porträts in Atami und Den Haag von derselben Hand stammen. Es spricht einiges für Gerard Dou als Maler, eine förmliche Zuschreibung fand jedoch bislang nicht statt.
Einzelne Kunsthistoriker halten an der Urheberschaft Rembrandts für beide Versionen fest. So hält der US-Amerikaner Arthur K. Wheelock es nicht nur für möglich, sondern für wahrscheinlich, dass Rembrandt auch die Kopie im Mauritshuis gemalt hat. Auch der britische Historiker Simon Schama und der niederländische Kunsthistoriker Eric Jan Sluijter hängen dieser Auffassung an.

## Provenienzen

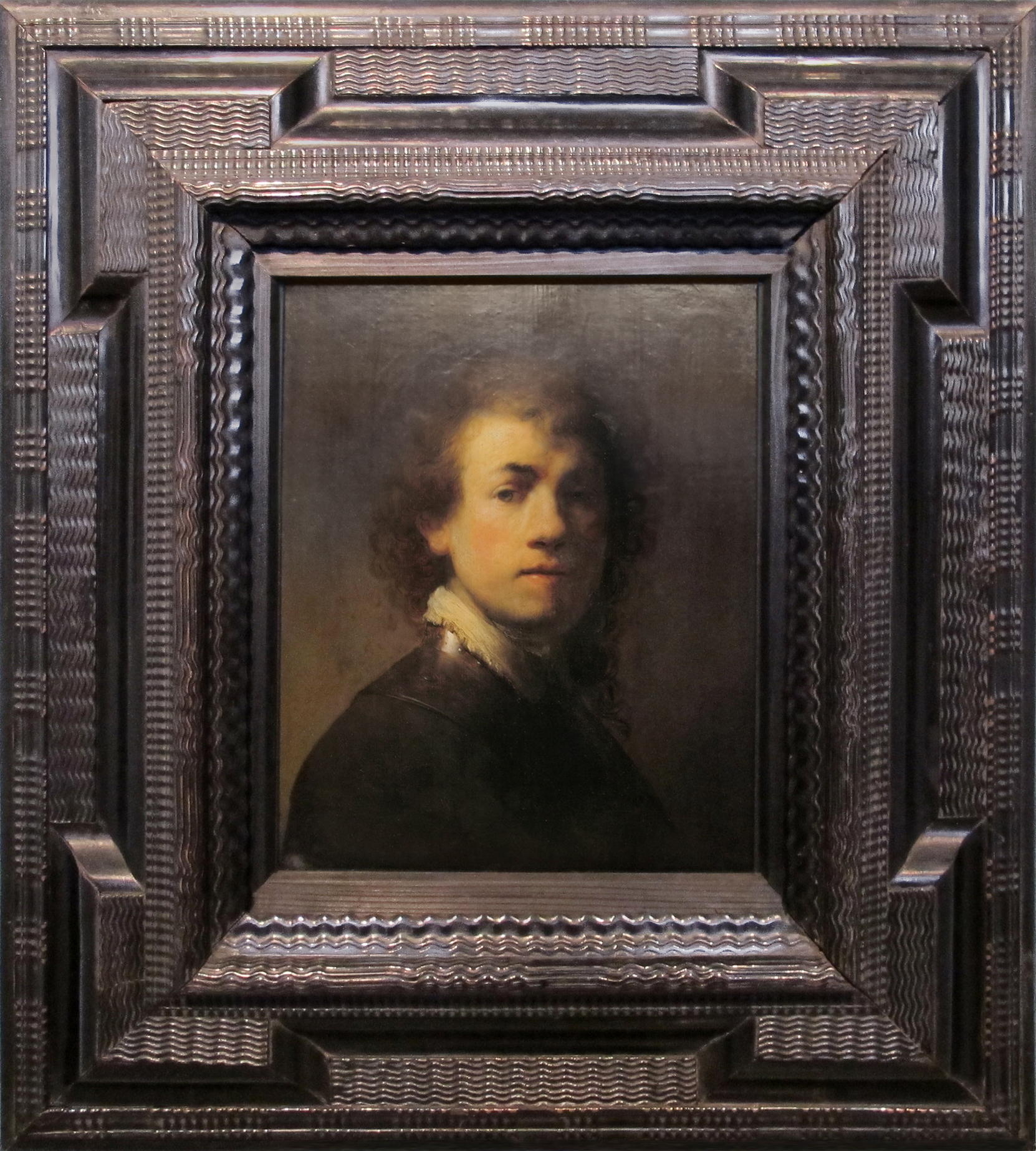
Original in Nürnberg, im Rahmen

### Original im Germanischen Nationalmuseum
Das Porträt befand sich bis 1832 im Kunstcabinet des Anton Paul Heinlein in Nürnberg. Am 9. April 1832 wurde es durch Johann Andreas Börner versteigert und von Johann Jacob Hertel erworben. In dessen Privatsammlung blieb es bis 1862. Das Porträt ist Eigentum der Stadt Nürnberg und befindet sich seit 1875 oder 1877 als Dauerleihgabe im Germanischen Nationalmuseum.

### Kopie im Mauritshuis
Das Gemälde ist erstmals in der Sammlung von Govert III. van Slingelandt (1694–1767) belegt. Van Slingelandt war Schöffe von Dordrecht und hoher Finanzbeamter. Im Verzeichnis seiner Sammlung wird das Porträt als Haupt eines Jünglings von Rembrandt bezeichnet. Nachdem van Slingelandt am 2. November 1767 verstorben war sollte, seine Sammlung am 18. Mai 1768 in Den Haag versteigert werden. Bevor die Versteigerung stattfinden konnte, vor dem 1. März 1768, wurde die gesamte Sammlung vom Statthalter der Niederlande, dem 20-jährigen Wilhelm V. von Oranien-Diez, für 50.000 Gulden gekauft. Nach dem Einmarsch der französischen Truppen in die Niederlande wurde das Porträt beschlagnahmt und nach Paris gebracht, wo es bis 1815 im Musée Napoleon blieb. Von 1815 bis 1816 war es in der Privatsammlung von König Wilhelm I. Seit 1816 war es in der Königlichen Gemäldegalerie in Den Haag, die sich 1822 den Grundstock für den Bestand des Mauritshuis bildete.

## Ausstellungen (chronologisch)
- Rijksmuseum Amsterdam, Niederlande. Ausstellung Weerzien der meesters, Juni bis September 1945, Katalognr. 78 (Kopie Mauritshuis)
- Palais des Beaux-Arts de Bruxelles, Brüssel, Belgien. Ausstellung Au Palais des Beaux-Arts. La peinture Hollandaise de Jerome Bosch a Rembrandt, 2. März bis 28. April 1946, Katalognr. 78 (Kopie Mauritshuis)
- Nationalmuseum Stockholm, Schweden. Ausstellung Rembrandt. Sextiosex bilder från utställningen i nationaluseum, 12. Januar bis 15. April 1956, Katalognr. 5 (Kopie Mauritshuis)
- Rijksmuseum Amsterdam, Niederlande. Ausstellung Rembrandt. Tentoonstelling ter herdenking van de geboorte van Rembrandt op 15 juli 1606, 18. Mai bis 5. August 1956, Katalognr. 6 (Kopie Mauritshuis)
- Museum Boijmans, Rotterdam, Niederlande. Ausstellung Rembrandt. Tentoonstelling ter herdenking van de geboorte van Rembrandt op 15 juli 1606, 18. Mai bis 5. August 1956, Katalognr. 6 (Kopie Mauritshuis)
- Morgan Library & Museum, New York City, USA. Ausstellung William & Mary and their house, 12. Dezember 1979 bis 16. März 1980, Katalognr. 97 (Kopie Mauritshuis)
- National Gallery of Art, Washington, D.C.; Kimbell Art Museum, Fort Worth, Texas; The Art Institute of Chicago, Illinois; Los Angeles County Museum of Art, California, USA; Art Gallery of Ontario, Toronto, Kanada; Museum of Modern Art, New York City, USA. Ausstellung Mauritshuis. Dutch paintings of the Golden Age, 1982 bis 1984, Katalognr. 27 (Kopie Mauritshuis)
- Grand Palais, Paris, Frankreich. Ausstellung De Rembrandt à Vermeer, 1986, Katalognr. 40 (Kopie Mauritshuis)
- Altes Museum, Berlin. Ausstellung Rembrandt. Der Meister und seine Werkstatt, 12. September bis 10. November 1991, Katalognr. 4 (Kopie Mauritshuis)
- Rijksmuseum Amsterdam, Niederlande. Ausstellung Rembrandt. De meester & zijn werkplaats, 4. Dezember 1991 bis 1. März 1992, Katalognr. 4 (Kopie Mauritshuis)
- National Gallery, London, Großbritannien. Ausstellung Rembrandt. The Master and his Workshop, 26. März bis 14. Mai 1992, Katalognr. 4 (Kopie Mauritshuis)
- National Gallery, London, Großbritannien. Ausstellung Rembrandt by himself, 9. Juni bis 5. September 1999, Katalognr. 14a (Original) und 14b (Kopie Mauritshuis)
- Mauritshuis, Den Haag, Niederlande. Ausstellung Rembrandt zelf, 25. September 1999 bis 9. Januar 2000, Katalognr. 14a (Original) und 14b (Kopie Mauritshuis)
- Isabella Stewart Gardner Museum, Boston, Massachusetts, USA. Ausstellung Rembrandt creates Rembrandt. Art and ambition in Leiden, 1629–1631, 22. September 2000 bis 7. Januar 2001, Katalognr. 6 (Kopie Mauritshuis)
- Germanisches Nationalmuseum, Nürnberg. Ausstellung In Rembrandts Werkstatt. Der Meister in Original, Kopie und Studie, 19. Juli bis 14. Oktober 2001, Ill. 27 (Original, und Kopie Mauritshuis)
- Nationalmuseum Kyōto, Japan. Ausstellung Rembrandt Rembrandt, 3. November 2002 bis 8. Januar 2003, Katalognr. 7 (Kopie Mauritshuis)
- Städelsches Kunstinstitut, Frankfurt am Main, Deutschland. Ausstellung Rembrandt Rembrandt, 1. Februar bis 11. Mai 2003, Katalognr. 6 (Original) und 7 (Kopie Mauritshuis)
- Germanisches Nationalmuseum, Nürnberg. Ausstellung Abenteuer Forschung, 27. Juni 2019 bis 6. Januar 2020 (Original)

## Weitere Kopien

### Gemälde
Im 1905 erschienenen zweiten Band der Iconographia Batava von Ernst Wilhelm Moes wird unter den Porträts Rembrandts neben der Version im Mauritshuis als Original und dem Nürnberger Porträt eine weitere alte Kopie erwähnt, die sich im Besitz von Abraham Bredius in Den Haag befinden sollte. Diese Kopie wurde auch von Cornelis Hofstede de Groot in seinem Werkverzeichnis von 1915 erwähnt. Die Kopie, Öl auf Holz im Format 35 × 32 cm, gelangte später in die Sammlung von J. Kronig in Monte Carlo.
Eine dritte und nicht besonders originalgetreue Kopie, Öl auf Holz im Format 38,8 × 26,6 cm, befand sich im Magazin des Statens Museum for Kunst, auch sie wurde bereits von Hofstede de Groot erwähnt.
1962 wurde von einem Kunsthändler am Rindermarkt in Zürich eine vierte Kopie angeboten, die sich zuvor in der Kunstsammlung des Palais Attems in Graz befunden hat.

### Drucke
Der englische Kupferstecher Valentine Green veröffentlichte am 20. Juni 1775 ein Mezzotinto, dessen Bildunterschrift Prince Rupert lautet und Ruprecht von der Pfalz, Duke of Cumberland darstellen sollte. Das beruht auf einer früheren falschen Identifizierung des Selbstporträts, das für ein Porträt Ruprechts gehalten wurde und die von Green übernommen wurde. Das Format der Abbildung ist mit 46,4 × 35,2 cm größer als das Gemälde, die Platte misst 50,1 × 35,3 cm. Der erste Plattenzustand trägt die Inschrift Vom Originalbild derselben Größe, im Besitz von Mr. Orme (englisch From the Original Picture, of the same size, in the Possession of Mr. Orme). Da sich die Kopie des Mauritshuis 1775 bereits dort befand, muss das Mezzotinto nach einer anderen Kopie gefertigt worden sein.
1804 erschien eine Reproduktion im ersten Band von Antoine Michel Filhols Werk Galerie du Musée Napoleon, die von Alexis Chataigner nach Charles de Moreau radiert und gestochen wurde. Die Überschrift der nicht besonders originalgetreuen und nur 13,9 × 10,4 cm messenden Wiedergabe des Gemäldes lautet VLIET, die Porträtvorlage wurde offenbar dem niederländischen Maler Hendrick Cornelisz. van Vliet zugeschrieben. Wenig später erschien in der Serie Musée Français als 29. Druck ein von Jean Massard nach einer Zeichnung von Léon-Jean-Joseph Dubois gefertigter Stich im Format 20,1 × 14,1 cm.

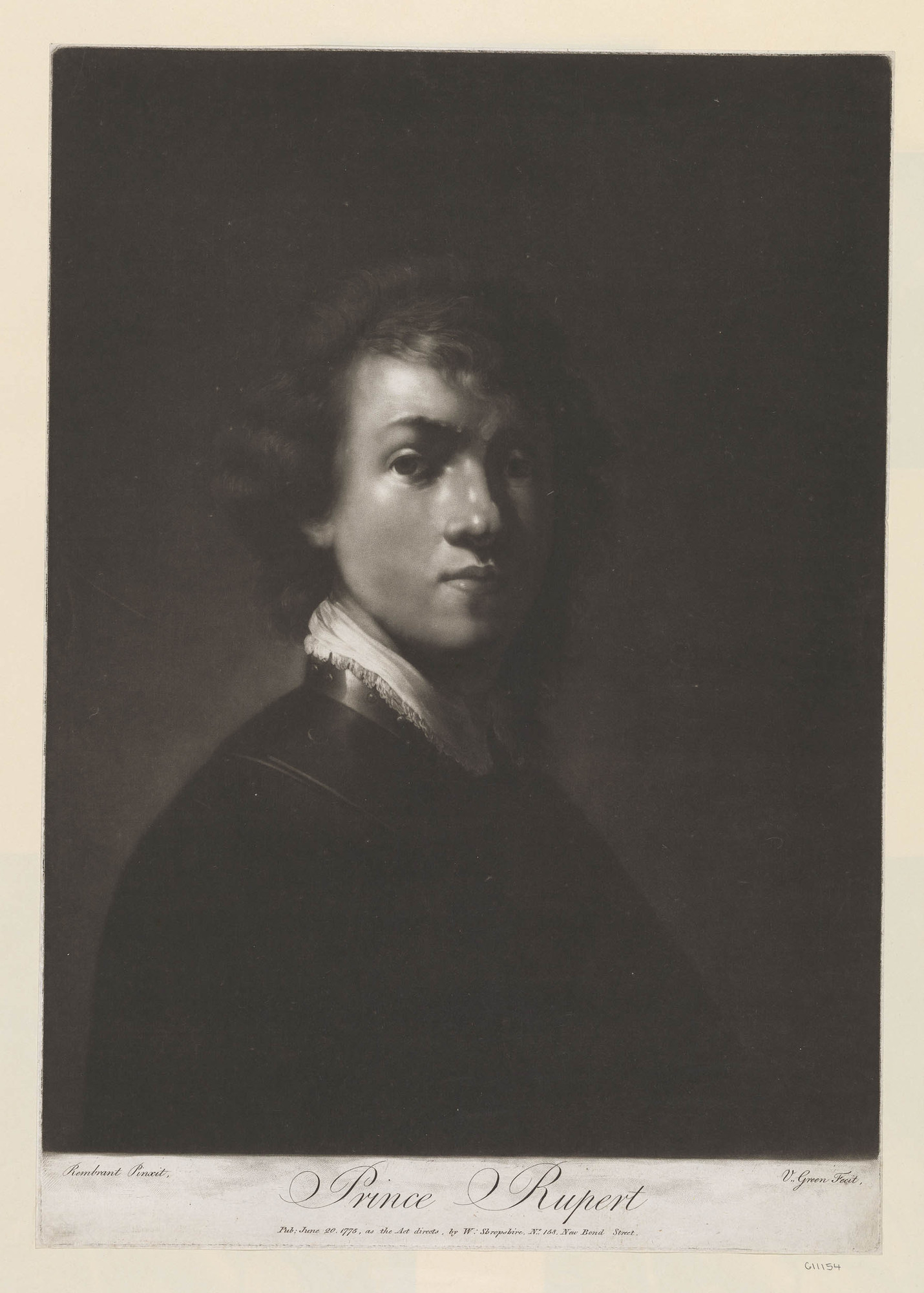
Prince Rupert, Mezzotinto von Valentine Green, 1775
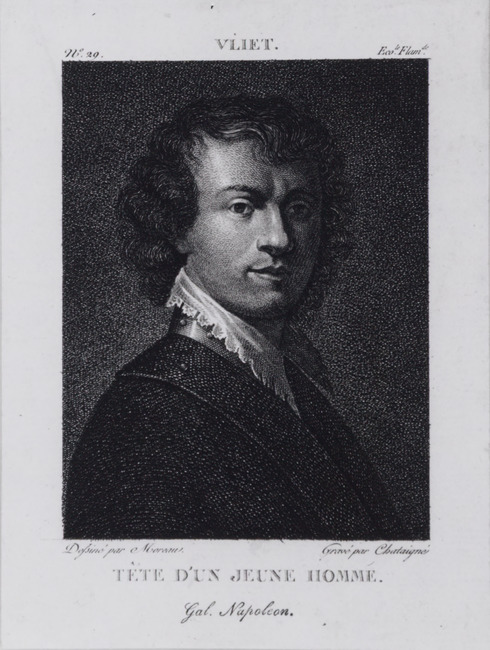
Tête d'un jeune homme, Alexis Chataigner, Radierung und Stich, 1804
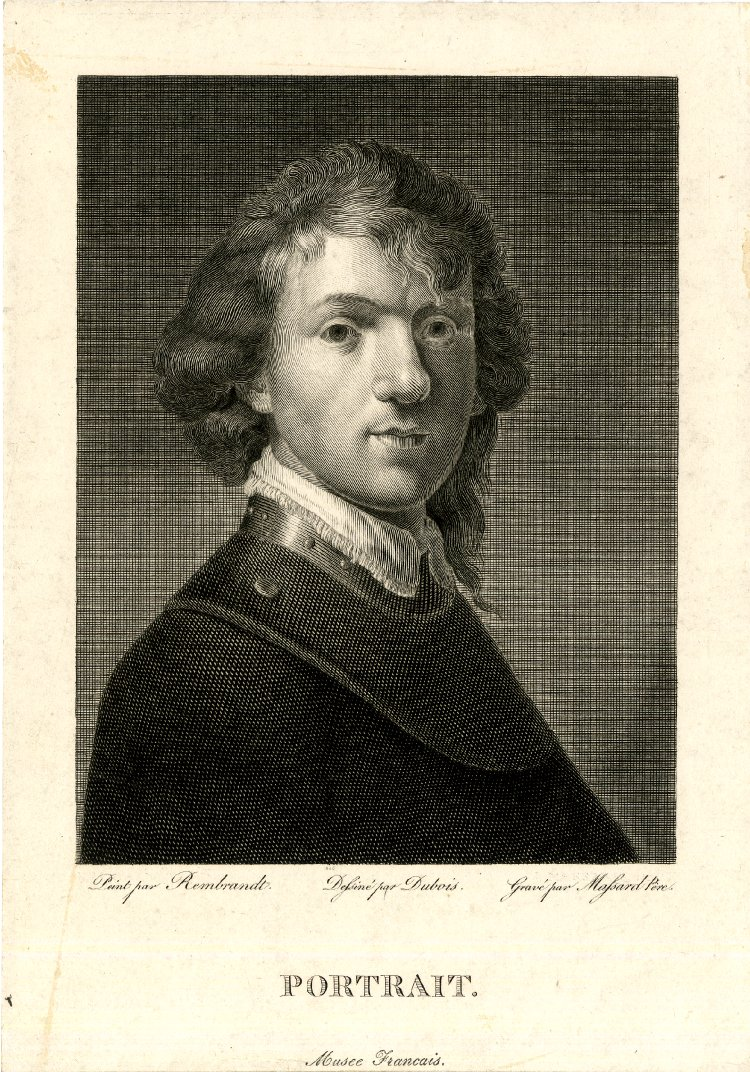
Portrait, Jean Massard, Radierung und Stich, 1804 bis 1810